# عبد الله حمود حمران
عبد الله حمود حمران هو شاعر يمني. ولد عام 1939م في قرية العر في محافظة صنعاء. تلقى تعليمه الأولي في قريته، ثم انتقل إلى صنعاء في مطلع الخمسينيات والتحق بالمدرسة العلمية. عمل في إذاعة صنعاء عام 1956م. انضم إلى تنظيم الضباط الأحرار، وشارك في ثورة 26 سبتمبر عبر العمل الإذاعي، وعمل مديراً للإذاعة بعد الثورة. كان له دور في حصار السبعين عبر النضال المسلح. عُين وزيراً للإعلام في الجمهورية العربية اليمنية، وفي 1977م سفيراً في السودان. له مساهمات في الشعر الغنائي، وصُدر له ديوان شعر «أنا وقلبي».

## وصلات خارجية
- عبد الله حمران، في معجم البابطين.